# Léonard-Constant Willems
Léonard-Constant Willems, né à Lierre le 22 mai 1785 et décédé à Saint-Josse-ten-Noode le 24 décembre 1860, est un officier de santé de la Grande Armée. Il eut le grade de chirurgien-major des armées françaises. Il était chevalier de l'ordre de la Réunion et de l'ordre de la Légion d'honneur.
Willems avait fait la plupart des campagnes de l'Empire, notamment la campagne de Russie. Il avait été blessé à Wagram et s'était toujours distingué par son courage, et par le zèle et le talent avec lesquels il remplissait les difficiles fonctions de médecin militaire.
La paix venue, il eut une carrière politique à Saint-Josse-ten-Noode dont il fut bourgmestre du 29 décembre 1842 à 1846.
Il fut le sixième premier magistrat de la commune.

## Odonymie
Son nom fut donné à la rue Willems.